# Bataillon Zaria

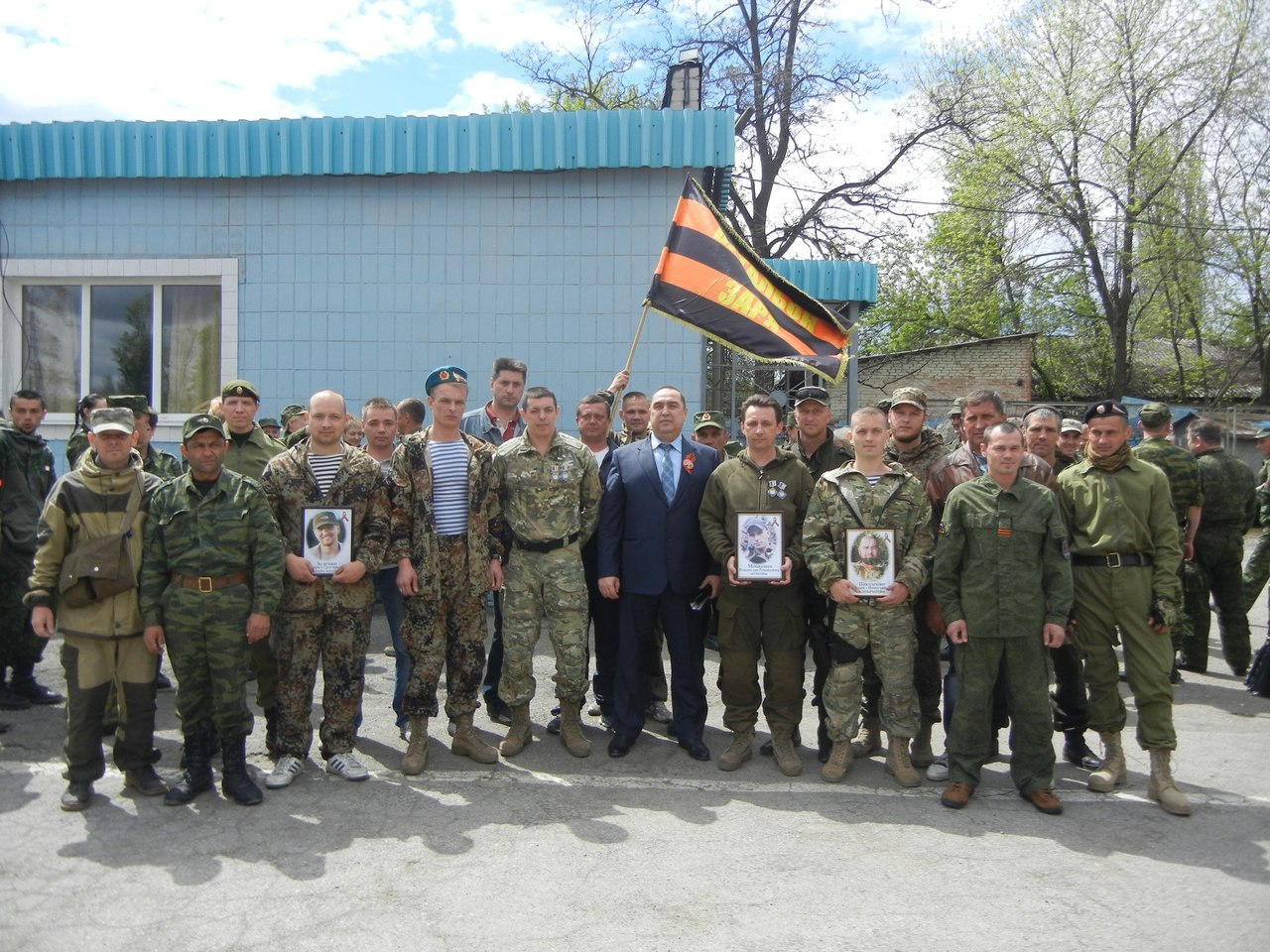
Igor Plotnitski avec des combattants du bataillon Zaria.

Le bataillon Zaria (en russe : Батальон Заря) est une unité militaire composée de volontaires rattachée à la milice populaire de la république populaire de Lougansk.

## Historique
Fondé par Igor Plotnitski en mai 2014, le bataillon disparaît en tant qu'entité autonome à la fin de l'année après de violents affrontements avec les forces armées ukrainiennes. Il est cependant fondu dans le 2e corps d'armée de Lougansk, qui rassemble l'essentiel des unités de la république séparatiste autoproclamée du Donbass.
En février 2015, le groupe est inclus dans la liste étendue des sanctions de l'Union européenne et du Canada, avec un certain nombre d'autres groupes pro-russes opérant dans le Donbass. Le bataillon Zaria est également inclus par la suite sur les listes de sanctions de la Norvège et de la Suisse. Le premier commandant du groupe est Igor Plotnitski, remplacé plus tard par Andri Patrouchev.
La pilote Nadiya Savchenko a probablement été détenue par les combattants du bataillon Zaria, avant d'être remise directement à la Russie en 2015 pour y être jugée pour sa participation présumée au bombardement qui a tué deux journalistes russes près de l'agglomération de Mirny dans la région de Louhansk

### Armement
Le bataillon est armé d'armes légères modernes, de systèmes de lance-roquettes multiples BM-21 Grad.

### Participation aux combats dans le Donbass
En 2014, le bataillon Zaria mène avec ses Grad le bombardement de l'aéroport de Louhansk.
Les 16 et 17 juillet, lors de la bataille de Metalist (uk), dans la région de Louhansk, le bataillon subit de lourdes pertes face au 15e bataillon d'assaut de montagne (uk).
Début août 2015, des éléments du bataillon Aidar dans la région de Louhansk détruisent le groupe de sabotage et de reconnaissance du bataillon Zaria. Sur le corps d'une des victimes des affrontements, les loyalistes ukrainiens trouvent le passeport d'un citoyen russe nommé Ilya Oleksandrovich Guriev, né en 1987 à Togliatti.

### Accusations de crimes de guerre
En septembre 2018, un ancien membre du bataillon, citoyen de la fédération de Russie (Oleksandr Lys Agafonov), rapporte que l'unité avait délibérément tiré au mortier sur des zones résidentielles de Lougansk en 2014, sur ordre direct d'Igor Plotnitski. 